# Lehelős-lyuk
A Lehelős-lyuk a Duna–Ipoly Nemzeti Parkban lévő Budai Tájvédelmi Körzetben, Budapest II. kerületében található egyik barlang.

## Leírás
A Kecske-hegy csúcsától kb. 22 m-re, a csúcstól K–DK-re lévő nem működő kőbányában, a kőfejtő D–DNy-i részén, a kőbánya sziklafalának lábánál található törmeléklejtő tetején nyílik. A Kecske-hegyi-hasadéktól nem messze jobbra van a bejárata. A bejárat szabálytalan alakú és függőleges tengelyirányú.
A bejárati rész eocén mészkőben, a többi rész triász mészkőben jött létre. A járatok keskeny hasadékok mentén alakultak ki hévizek oldó hatásának a következtében és jelenleg is a keskeny járatok jellemzők a barlangra. Borsókő, limonit, lublinit és kalcittelér figyelhetők meg benne. A rácsos ajtóval lezárt és védett barlang 60 m hosszú, 37,6 m mély és 37,6 m a függőleges kiterjedése. A barlangjáró alapfelszereléssel megtekinthető barlang bejárásához engedély szükséges.
A Kecske-hegyen található négy barlang közül az egyik, a másik három a Kecske-hegyi-hasadék, az Oroszlán-barlang és az Oroszlán-szikla Északi-ürege.
Előfordul a barlang az irodalmában Kecske-hegyi-kőfejtő barlangja (Kraus 2004), Lehelős-luk (Kraus 2004) – ezt a nevet azért kapta, mert régen, a bejárati repedés körül telenként a hó elolvadt és nagyon hideg időben a rés párolgott –, Lehelősluk-barlang (Krekács 1989), Lehelősluk barlang (Krekács 1989), Lehelős-lyuk-barlang (MKBT Műsorfüzet 1986), Orgona-kürtő (Kraus 2004) – ezt a nevet az ott lévő falszakaszon látható, orgonasípszerűen elhelyezkedő cseppkőbekérgezés miatt kapta – és Orgonakürtő (Csók 1959) neveken is. A Lehelős-lyuk nevet először a Juhász Márton által készített, 1987-ben rajzolt térképlapon lehetett olvasni.

## Kutatástörténet
Az 1943. évi Barlangvilágból megtudható, hogy Bertalan Károly és Albert Béla, a Buda környéki barlangok módszeres feldolgozásának keretében, átkutattak a Mátyás-hegy és a Kecske-hegy kőfejtőiben lévő 14 kis üreget. A Leél-Őssy Sándor által írt, 1957-ben megjelent, A Budai-hegység barlangjai című tanulmányban meg vannak említve az óbudai Kecske-hegy kőfejtőjének üregei, melyek nummuliteszes mészkőben alakultak ki. A tanulmányban lévő, a Budai-hegység barlangjainak földrajzi elhelyezkedését bemutató helyszínrajzon megfigyelhető az óbudai Kecske-hegy kőfejtőjében található üregek földrajzi elhelyezkedése. (Ezek az üregek a helyszínrajzon a hévizes eredetű barlangokhoz vannak sorolva.)
A Városterv Barlangkutató Csoportjának barlangkutatói 1958. április 13-án hallottak egy helyről, amely a Kecske-hegyen lévő felhagyott kőbányában található, és télen gőzölög. Ebben az évben megkeresték ezt a helyet, majd elkezdték feltárni az Orgona-kürtőnek nevezett üreget, amely valószínűleg a Lehelős-lyuk volt. 1959-ben is vizsgálták a csoporttagok a barlangot. Az 1959-ben napvilágot látott, Budapest természeti földrajza című könyvben meg vannak említve a Kecske-hegy kőbányájának üregei. 1960. augusztus 21-én, törmeléket szedtek ki a barlangból. 1960-ban vette észre Krekács Károly, hogy a cseppkőlefolyásos sziklafal sarkában nyíló, 15 cm széles, 1 m hosszú és kb. 50 cm magas repedés körül (telenként) a hó elolvadt, és nagyon hideg időben párolgott a rés. A jelenség miatt nevezte el Lehelős-luknak. A Városterv Barlangkutató Csoport 1962-ben bontotta az Orgona-kürtőt.
Krekács Károlyék a bánya DNy-i részének alján lévő omladékot 1977-ben és 1978-ban megbontották, és két szűk, kis méretű hasadékot találtak így. Kraus Sándor 1983-ban írt kutatási zárójelentésében szó van egy barlangról, melyet Kraus Sándor 1968. január 10-én tekintett meg először. Ez a barlang a Kecske-hegy csúcsánál lévő kőbányában, a kőfejtő Ny-i falában van. Cseppkőlefolyás volt látható a 2–3 m hosszan járható, de ellenkező irányban is folytatódó tektonikus hasadék falán. A kézirat szerint a barlang alja (később) kőzettörmelékkel nagyon feltöltődött. A kőbányában vannak bontásra érdemes helyek. Kraus Sándor 2004. évi jelentésében meg van említve, hogy az általa 1983-ban említett barlang a Lehelős-lyuk. A kéziratban az olvasható, hogy 1968. január 20-án járt a Lehelős-lyukban, amely ekkor 3–4 m hosszú volt, és köveket szedett ki belőle.
Az 1984-ben kiadott, Magyarország barlangjai című könyv országos barlanglistájában nem szerepel a barlang. Az Újpalota Sportegyesület Pannonia Speleoalpin Barlangkutató Csoport 1985. évi jelentésében megtalálható a barlang ismertetése. A jelentésbe bekerült két olyan, fekete-fehér fénykép, amelyek bemutatják a barlangot. A kéziratban van egy helyszínrajz, melyen látható a barlang földrajzi elhelyezkedése. Krekács Károlyék az ígéretesnek látszó helyet bontották. A feltárás nehéz volt a barlang végpontján lévő sok omladék miatt, de a felette található sziklafal is omladozott. Krekács Károly az új barlangnak a Lehelősluk-barlang nevet adta, és 1986. március 28-án értesítette az OKTH Barlangtani Osztályt a barlang felfedezéséről. Az USE Pannónia Barlangkutató Csoportnak 1986. július 15-én volt kutatási engedélye a barlang kutatásához. Miután a barlang kutatásához szükséges kutatási engedélyt megkapták a csoport tagjai, tovább folytatták az üreg feltárását. Kraus Sándor és Krekács Károlyék 1987. július 11-én jártak a barlangban.
Juhász Márton, a Magyar Karszt- és Barlangkutató Társulat 1987. évi központi kutatótáborának során megszerkesztette a Lehelős-lyuk (barlangkataszteri terület: 4762) alaprajz térképét és hosszmetszet térképét. A térképlapon (az alaprajz térkép használatához) jelölve van az É-i irány. A KPVDSZ Vörös Meteor Természetbarát Egyesület Student Speleoalpin Group 1989. évi csoportbeszámolója szerint a barlang akkori végpontján gyenge huzat volt. A végponti levegő hőmérséklete 12 °C. A csoport tagjai valószínűnek tartották, hogy a barlangban további járatokat lehet feltárni. Eltervezték, hogy a feltáró munka mellett le fogják zárni a barlangot. A csoportbeszámoló tartalmazza a barlang 1989-ben készült hosszmetszet térképvázlatát és a végpont alaprajz térképét. A kéziratba bekerült a barlang ismertetése és színes fénykép-dokumentációja. A beszámolóban van egy olyan helyszínrajz (M = 1:920), amely a Kecske-hegyet (384 m, Budapest II. kerület, Hármashatárhegy) mutatja be. A helyszínrajzot Krekács Károly 1990. január 4-én rajzolta. A rajz bemutatja a Lehelős-lyuk földrajzi elhelyezkedését.
Az USE Pannónia Barlangkutató Csoportnak volt 1990-ben kutatási engedélye a barlang kutatásához. A Meteor TTE Student Szpeleoalpin Csoport 1992-ben bontott a barlangban. A kőfejtő veszélytelenítésekor, valószínűleg 1997-ben lezárták a barlangot. 1998. május 14-től a környezetvédelmi és területfejlesztési miniszter 13/1998. (V. 6.) KTM rendelete szerint a Duna–Ipoly Nemzeti Park Igazgatóság illetékességi területén, a Budai-hegységben található Lehelős-lyuk az igazgatóság engedélyével látogatható. Kraus Sándor 2004. évi jelentésében olvasható egy összefoglalás a barlangról. A kézirathoz mellékelve lett 3 olyan fénykép, amelyek a rácsos ajtóval ellátott barlangbejáratot mutatják be. Két fénykép 1998 februárjában, egy fénykép pedig 2000 októberében készült.
2005. szeptember 1-től a környezetvédelmi és vízügyi miniszter 22/2005. (VIII. 31.) KvVM rendelete szerint a Duna–Ipoly Nemzeti Park Igazgatóság működési területén, a Budai-hegységben található Lehelős-lyuk a felügyelőség engedélyével látogatható. A barlang 2009. március 18-án kb. 6 m mély volt. Panker Ádámék 2009. augusztus 6-án felfedezték a barlang egy addig ismeretlen részét. Elkészült a feltárt szakasz hosszmetszet térképvázlata, de az új szakasz nem lett részletesen felmérve. Az 1987-ben készült hosszmetszet térkép ki lett egészítve ezzel a térképvázlattal. A barlang mélypontja ekkor kb. 15 m mélyen volt. Panker Ádám 2010. február 9-én megszerkesztette a barlang hosszmetszet térképét. 2010-ben folytatódott a barlang bontással történő feltárása. Év végére a barlang mélysége meghaladta a 35 m-t. A 2011. évi kutatási zárójelentésben látható egy hosszmetszet térképvázlat, amely a 2009-ben és a 2010-ben feltárt részt is szemlélteti. Szabó Zoltán 2013-ban megrajzolta a barlang alaprajz térképét és hosszmetszet térképét. A barlangot a térképek elkészítéséhez Kovács Richárd és Szabó Zoltán mérték fel. A barlang a felmérés szerint 36,5 m mély.

## További irodalom
- A Városterv Építők Sportköre Barlangkutató Csoportjának 1959 előtti, 1960. és 1961. évi naplói.